# 瑪依帖·馬丁
瑪依帖·馬丁（西班牙語：Mayte Martín，1965年4月19日—）生於巴塞隆納，是一名佛朗明哥女歌手、波麗露歌手、作曲家。她被認為是她這一代最重要的佛朗明哥歌手之一，也對波麗露歌曲有所貢獻。

## 生平
她從小開始唱歌，十歲的時候在一個超商舉辦的業餘歌唱大賽獲獎。從此之後，她就在巴塞隆納跟近郊的佛朗明哥同好會(peñas flamenca)作業餘演出。十六歲的時候成為職業歌手。在這段期間，她藉著聆聽大量的佛朗明哥歌曲，獲得了對於佛朗明哥曲式的知識，她聽的歌手包括有  Juan Valderrama, Manolo Caracol, Camarón de la Isla, Lole Montoya 最多的是 Pastora Pavón 又稱髮髻女孩(La Niña de los Peines)   。她也接受了正式的音樂訓練，並且練習她伴舞歌手的技能。
在1987年她在礦坑歌謠藝術節( Festival de las Minas)贏得了首獎（又稱為 Lámpara Minera）。1994 年她錄製了她的第一張專輯 'Muy Frágil'(非常脆弱) ，吉他手是 Chicuelo ，編曲者是 Joan Albert Amargós (常常跟 Paco de Lucía 還有 Camarón de la Isla 合作)。在 2000 年她發表了第二張佛朗明哥專輯 'Querencia', 在2001年拉丁葛萊美獎被提名為最佳佛朗明哥專輯。

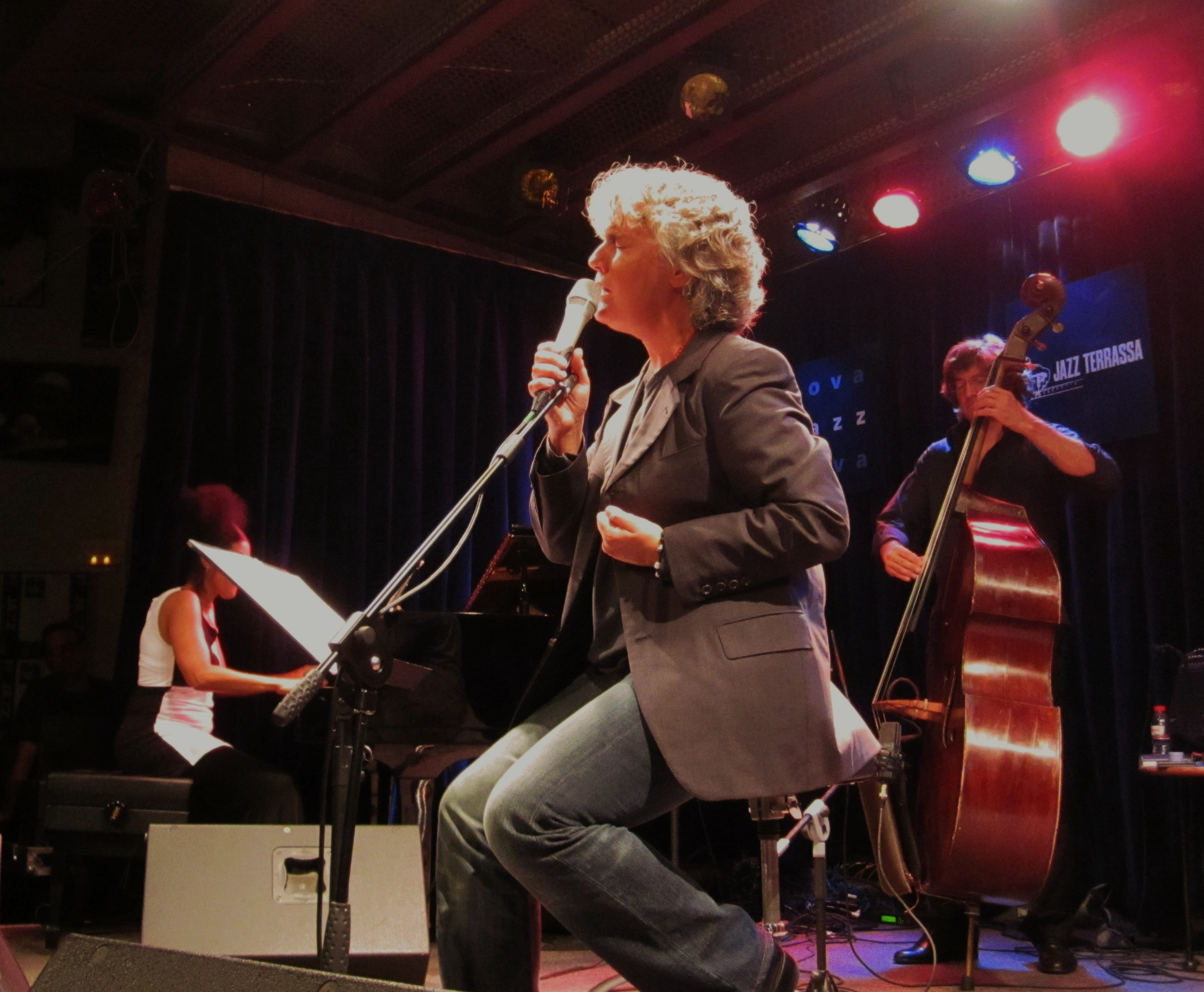
瑪依帖·馬丁（2012年）

雖然已經是個有成的獨唱歌手，她在 1996 年遇到女舞者 貝蓮·馬雅 時，繼續以伴舞歌手的身份合作。她們兩人用 ' Mayte Martín + Belén Maya' (1996年)跟 'Flamenco de Cámara'(2003年)兩部作品巡演世界，贏得了國際好評。
1997年她獲得了巴塞隆納市的頒獎。也在"最佳佛朗明哥作曲者"類別得到"國際音樂獎"
1993年她開始跟爵士鋼琴家 Tete Montoliu 合作演出，知道 1997 年 Montoliu 死亡。她們在 1996 年錄製了 'Free Boleros' 這專輯，在 2002 年錄製了第二張 Bolero 專輯 'Tiempo de Amar' ，Omara Portuondo 在一些曲子裡面客席演出。
2005年她在加泰羅尼亞音樂宮舉行了出道三十年的音樂會：'Mis 30 años de amor al Arte'(對藝術三十年的愛)，2006 年出版 DVD。

## 評價
"一個天生的藝術家……許多年輕的女歌手受到她的影響。她的形象接近卡馬龍或 José Mercé 的地位。而且她用流暢的甜美跟最深刻的瞭解來唱佛朗明哥。 (José Miguel Gamboa 跟 Pedro Calvo, Guía libre del flamenco, 2001)
"她的世代最棒的佛朗明哥女聲，技巧最完整的女歌手。她唱所有的曲式，並且所有曲式都唱得好。這樣發展下去，這位女歌手將會留名青史。" (Ángel Álvarez Caballero, La discografía ideal del flamenco, 1995)

## 錄音作品
- Muy Frágil, K-Industria Cultural, 1994
- Free Boleros, K-Industria Cultural, 1996
- Querencia, Virgin, 2000
- Tiempo de Amar, Virgin, 2002
- De fuego y de agua, KLM, 2008, with the sisters Katia and Marielle Labèque
- Al cantar a Manuel, Nuevos Medios S.A 2009

## 外部連結
- Mayte Martin 的西班牙文官方網站 （页面存档备份，存于）
- [http://www.flamenco-world.com/tienda/autor/mayte-martin/66/ （页面存档备份，存于） Mayte Martin 在 Flamenco World 網站的業面，有一些試聽連結。